# Mariusz Ziółko
Mariusz Ziółko (ur. 18 września 1946 w Hamburgu), syn Mieczysława Ziółko, ojciec Bartosza Ziółki – polski automatyk, matematyk i elektronik, profesor nauk technicznych.

## Życiorys
Ukończył II Liceum Ogólnokształcące im. Króla Jana III Sobieskiego w Krakowie. Studiował na Wydziale Elektrotechniki Górniczej i Hutniczej AGH, który ukończył w 1970. Na Akademii Górniczo-Hutniczej uzyskiwał kolejne stopnie naukowe w zakresie nauk technicznych – w 1973 doktora i w 1990 doktora habilitowanego. W 2001 otrzymał tytuł profesora nauk technicznych. Specjalizuje się w zagadnieniach z zakresu przetwarzania sygnałów i modelowania matematycznego.
W 1973 był zatrudniony jako asystent naukowo-dydaktyczny w Instytucie Informatyki i Automatyki AGH. Od 1974 do 1991 był adiunktem w tym samym Instytucie. W latach 1980–1981 był konsultantem w MERA-KFAP. Od 1991 jest zatrudniony w Katedrze Elektroniki, od 1994 do 2002 na stanowisku profesora nadzwyczajnego. W latach 2002–2008 był Prorektorem Wyższej Szkoły Technik Komputerowych i Telekomunikacji w Kielcach. W 2002 był stypendystą DAAD na Uniwersytecie w Wuppertalu w Niemczech. W 2005 wizytujący profesor na Fachhochschule St. Pölten w Austrii. Od 2002 do 2010 był profesorem na Uniwersytecie Jana Kochanowskiego w Kielcach. Od 2002 do 28 grudnia 2018 roku był profesorem Katedry Elektroniki AGH i kierownikiem Zespołu Przetwarzania Sygnałów AGH. Od 1 marca 2019 roku jest kierownikiem projektu VAMP w Techmo.
Był członkiem licznych organizacji krajowych i zagranicznych, m.in. IEEE, SIAM, EURASIP i ISCA. Organizator licznych konferencji, w tym Chairman of the Organising Committee of the Second EURASIP Conference Focused on DSP for Multimedia Communications and Services in 1999 oraz przez wiele lat Krajowej Konferencji Zastosowań Matematyki w Biologii i Medycynie. Jest współautorem pionierskich publikacji z zakresu optymalizacyjnych modeli matematycznych w biologii i popularyzotrem teorii falek w Polsce. Jego prace mają również znaczący wpływ na komputerowe techniki rozpoznawania mowy polskiej. Przyznano mu dwa patenty "Waga pneumatyczna" i "Sposób odśrodkowego odlewania rur w maszynie z poziomą osią obrotu". Jest również jednym ze współzałożycieli Techmo sp. z o.o. spin-offa AGH zajmującego się przetwarzaniem języka i mowy polskiej.

## Wybrane publikacje
- M.Ziółko, J.Kozłowski: Evolution of Body Size: an Optimization Model. Mathematical Biosciences, vol.64, pp.127–143, 1983.
- J.Kozłowski, M.Ziółko: Gradual Transition from Vegetative to Reproductive Growth Is Optimal When the Maximum Rate of Reproductive Growth Is Limited. Theoretical Population Biology, vol.34, no.2, pp.118–129, 1988.
- M.Konarzewski, J.Kozłowski, M.Ziółko: Optimal Allocation Energy to Growth of the Alimentary Tract In Birds. Functional Ecology, vol.3, pp.589–596, 1989.
- M.Ziółko: Application of Lyapunov Functionals to Studying Stability of Linear Hyperbolic Systems. IEEE Trans. Automat. Contr., vol.35, no.10, pp.1173–1176, 1990.
- M.Ziółko: Modelowanie Zjawisk Falowych. Wydawnictwo AGH, Kraków 2000.[5]
- M.Ziółko, J.Kozłowski: Some Optimization Models of Growth in Biology. IEEE Trans. Automat. Contr., vol.40, no.10, pp.1779–1783, 1995.
- M.Ziółko: Stability of Method of Characteristics. Applied Numerical Mathematics, vol.31, pp.463–486, 1999.
- M.Ziółko, J.A.Pietrzyk, J.Grabska-Chrząstowska: Accuracy of Hemodialysis Modeling. Kidney International, vol.57, pp.1152–1163, 2000.
- M.Ziółko, S.Białas: Robust Stability of D-symmetrizable Hyperbolic Systems. Bulletin of the Polish Academy of Sciences, vol.49, no.1, pp.167–176, 2001.
- S.Białas, M.Ziółko: Necessary and Sufficient Conditions for Robust D-symmetrizability of Matrices. Bulletin of the Polish Academy of Sciences, vol.49, no.1, pp.177–182, 2001.
- B.Ziółko, S.Manandhar, R.C.Wilson, M.Ziółko: LogitBoost Weka Classifier Speech Segmentation. Proceedings of 2008 IEEE International Conference on Multimedia & Expo, Hannover, Germany, 2008.
- B.Ziółko, S.Manandhar, R.C.Wilson, M.Ziółko: Evaluation of Errors in Polish Phones Segmentation for Different Types of Transitions. Proceedings of the 15th IEEE Mediterranean Electrotechnical Conference MELECON, Valletta, Malta, 2010.
- R.Samborski, M.Ziołko, B.Ziołko, J.Gałka: Wiener Filtration for Speech Extraction from the Intentionally Corrupted Signals. Proceedings of the 2010 IEEE International Symposium on Industrial Electronics, pp. 1698–1701. Bari, Italy.
- M.Ziółko, J.Gałka, B.Ziółko, T.Drwięga: Perceptual Wavelet Decomposition for Speech Segmentation. Proceedings of INTERSPEECH 2010, Makuhari, Japan, 2010.
- B. Ziółko, S. Manandhar, R. C. Wilson, M. Ziółko, Phoneme Segmentation Based on Wavelet Spectra Analysis. Archives of Acoustics, 2011, vol. 36, No. 1
- B. Ziółko, M. Ziółko, „Time Durations of Phonemes in Polish Language for Speech and Speaker Recognition”, Lecture Notes in Computer Science, 2011.
- B. Ziółko, M. Ziółko, Przetwarzanie mowy[6]. Wydawnictwa AGH, 2011.
- M. Ziółko, J. Gałka, B. Ziółko, T. Jadczyk, D. Skurzok, M. Mąsior: Automatic Speech Recognition System Dedicated for Polish – Show and tell session, Interspeech 2011, Florencja.
- B. Ziółko, D. Emms, M. Ziółko: Fuzzy evaluations of image segmentations. IEEE Transactions on Fuzzy Systems, 2018, vol. 26 no. 4, pp. 1789–1799.